# Plezjopleurodon
Plesiopleurodon był rodzajem żyjącego na początku późnej kredy (wczesny cenoman, około 100 milionów lat temu) pliozaura. Jego niekompletne szczątki (czaszka z żuchwą i część kręgów szyjnych) odkryto na terenie Ameryki Północnej (łupki Belle Fourche w stanie Wyoming).
Nazwa (z. gr. "bliski (lio)pleurodonowi") wiąże się z dużym podobieństwem pomiędzy szczątkami tych morskich gadów. Jednakże istnieje też między nimi wiele dość znacznych różnic. Przede wszystkim, szacowana długość ciała plezjopleurodona wynosiła około 2,9 metra, podczas gdy późnojurajski liopleurodon mierzył ponad 12 metrów. Kręgi szyjne plezjopleurodona posiadały żebra zaopatrzone w pojedyncze, a nie w podwójne głowy, jak u jego jurajskiego krewnego.
Cechą charakterystyczną czaszki zwierzęcia jest dość długie spojenie żuchwy, zaopatrzone w 8 par zębów. Były one okrągłe w przekroju i o gładkich powierzchniach (z wyjątkiem podstaw). Szerokość kręgów szyjnych była nieznacznie większa niż ich długość.
Nazwa gatunku Plesiopleurodon wellesi jest wyrazem hołdu dla badacza plezjozaurów, Sama Wellesa.
Zwierzę zostało przedstawione w jednym odcinku serialu Wędrówki z dinozaurami, jako potencjalne zagrożenie dla migrującego ornitocheira. Wprawdzie w filmie nie podano jego nazwy, jednak podano ją na stronie internetowej serialu jako prawdopodobnie błędny termin "Plesioliopleurodon".